# Isaías Soares
Isaías Marques Soares (Linhares, 18 de outubro de 1963), mais conhecido como Isaías Soares é um ex-futebolista brasileiro que jogava como meia, segundo atacante e centroavante.
Dono de um chute potente e de uma garra acima da média, Isaías fez história ao se tornar o primeiro brasileiro a atuar na Premier League. Embora o ex-jogador Mirandinha tenha sido o pioneiro na Terra da Rainha - quando chegou ao Newcastle, em 1987 -, Isaías foi o primeiro a disputar o reformulado Campeonato Inglês, que teve o seu início em 1992. Em 1995, pelo Coventry City, ele atuou na 2ª rodada daquele ano. Juninho Paulista também jogou naquele ano pelo Middlesbrough, mas entrou em campo apenas na 12ª rodada.
| “ | Me ligou uma revista um tempo desses para falar comigo sobre a Premier League. Eles achavam que o primeiro jogador brasileiro a disputar a Premier League foi o Juninho Paulista, mas eles esqueceram de mim. Fui o primeiro a atuar. Não sei se eles não me consideraram por causa do meu passaporte português, né? | ” |

Isaías, porém, fez fama jogando em Portugal, onde é, até hoje, considerado um dos maiores centroavantes da história recente do Benfica. Com a camisa dos Encarnados, onde ganhou a alcunha de “Profeta Selvagem”, atuou de 1990 a 1995, entrou em campo por 178 vezes, anotou 71 gols e conquistou dois troféus do Campeonato Português e uma Taça de Portugal.
Após pendurar as chuteiras em 2003, jogou beach soccer pela seleção portuguesa, onde disputou alguns Mundialitos.
Em 2016 deixou o Brasil e regressou a Portugal à procura de trabalho no futebol. Enquanto não arranja emprego ajuda no restaurante de um amigo, o restaurante " O Pote" em Pombal.

## Títulos
Benfica
- Campeonato Português: 1990–91 e 1993–94
- Taça de Portugal - 1992–93

### Vice-Campeonatos
Campomaiorense
- Taça de Portugal: 1998–99